# Campeonato Uruguaio de Futebol de 2009–10
O Campeonato Uruguaio de Futebol de 2009–10 foi a 79ª edição da era profissional do Campeonato Uruguaio. Nesta temporada, a competição teve o nome de Ingeniero Héctor Del Campo, em homenagem ao ex-presidente do Danubio. Após bater o Nacional na final, o Peñarol sagrou-se campeão.

## Regulamento
As equipes participantes jogam os torneios Apertura e Clausura, no segundo semestre de 2009 e no primeiro de 2010, respectivamente. Ambos os torneios são sob o sistema de pontos corridos, em um único turno.
Os campeões dos Torneios Apertura e Clausura disputam uma semifinal. O ganhador da partida enfrenta o vencedor da tabela anual (soma dos pontos obtidos nos torneios Apertura e Clausura) em dois jogos finais, onde quem vencer torna-se o campeão do Campeonato Uruguaio.
Com tal regulamento, existem duas possibilidades de haver um campeão sem a disputa da final: no caso de um time vencer um dos Torneios, Apertura ou Clausura, e vencer também a tabela anual, basta derrotar seu oponente na semifinal para sagrar-se campeão antecipado, já que teria terminado a tabela anual no primeiro lugar. A outra possibilidade é uma equipe ganhar os dois Torneios, Apertura e Clausura, para sagrar-se campeã, já que por consequência disso terminaria na primeira colocação da tabela anual e não haveria necessidade de jogar sequer semifinal.
A tabela de descenso consiste na soma dos pontos da tabela anual desta temporada e da temporada passada. As equipes que subiram da Segunda Divisão tem seus pontos multiplicados por 1,9665 nessa temporada, já que na edição anterior, as equipes disputaram apenas 29 de 30 partidas previstas, pois antes do início do Torneio Clausura, o Villa Española foi rebaixado para a Segunda Divisão Amadora, que equivale à Terceira Divisão do futebol uruguaio, por não ter pago as dívidas que tinha com a Asociación Uruguaya de Fútbol (AUF). São rebaixados à Segunda Divisão os três piores clubes colocados na tabela de descenso.

## Classificação

### Torneio Apertura
O Torneio Apertura começou em 22 de agosto de 2009 e terminou em 13 de dezembro do mesmo ano.
| Pos | Equipe               | Pts | J  | V  | E | D  | GP | GC | SG  |
| --- | -------------------- | --- | -- | -- | - | -- | -- | -- | --- |
| 1º  | Nacional             | 36^ | 15 | 13 | 0 | 2  | 36 | 11 | 25  |
| 2º  | Liverpool            | 29  | 15 | 8  | 5 | 2  | 31 | 14 | 17  |
| 3º  | Defensor Sporting    | 29  | 15 | 8  | 5 | 2  | 28 | 16 | 12  |
| 4º  | Montevideo Wanderers | 26  | 15 | 7  | 5 | 3  | 24 | 13 | 11  |
| 5º  | Peñarol              | 26  | 15 | 7  | 5 | 3  | 28 | 19 | 9   |
| 6º  | Rampla Juniors       | 24  | 15 | 7  | 3 | 5  | 18 | 19 | -1  |
| 7º  | Danubio              | 23  | 15 | 7  | 2 | 6  | 26 | 25 | 1   |
| 8º  | River Plate          | 23  | 15 | 6  | 5 | 4  | 24 | 23 | 1   |
| 9º  | Racing               | 20  | 15 | 5  | 5 | 5  | 25 | 22 | 3   |
| 10º | Cerrito              | 18  | 15 | 4  | 6 | 5  | 20 | 21 | -1  |
| 11º | Cerro Largo          | 16  | 15 | 4  | 4 | 7  | 15 | 18 | -3  |
| 12º | Tacuarembó           | 16  | 15 | 5  | 1 | 9  | 17 | 24 | -7  |
| 13º | Central Español      | 12  | 15 | 2  | 6 | 7  | 13 | 28 | -15 |
| 14º | Cerro                | 11  | 15 | 2  | 5 | 8  | 18 | 31 | -13 |
| 15º | Atenas               | 11  | 15 | 3  | 2 | 10 | 9  | 32 | -23 |
| 16º | Fénix                | 6   | 15 | 1  | 3 | 11 | 10 | 26 | -16 |

- a ^  O Nacional teve 3 pontos descontados por uma sanção no Torneio Apertura do Campeonato Uruguaio de 2008–09.

|  | Vencedor do Torneio Apertura e classificado à semifinal. |

### Torneio Clausura
O Torneio Clausura começou em 23 de janeiro de 2010 e terminou em 2 de maio do mesmo ano.
| Pos | Equipe               | Pts | J  | V  | E | D  | GP | GC | SG  |
| --- | -------------------- | --- | -- | -- | - | -- | -- | -- | --- |
| 1º  | Peñarol              | 43  | 15 | 14 | 1 | 0  | 40 | 15 | +25 |
| 2º  | Cerro                | 29  | 15 | 9  | 2 | 4  | 28 | 18 | +10 |
| 3º  | Fénix                | 29  | 15 | 8  | 5 | 2  | 21 | 11 | +10 |
| 4º  | Nacional             | 27  | 15 | 8  | 3 | 4  | 27 | 15 | +12 |
| 5º  | River Plate          | 23  | 15 | 6  | 5 | 4  | 31 | 19 | +12 |
| 6º  | Central Español      | 22  | 15 | 6  | 4 | 5  | 24 | 20 | +4  |
| 7º  | Liverpool            | 22  | 15 | 6  | 4 | 5  | 22 | 21 | +1  |
| 8º  | Rampla Juniors       | 22  | 15 | 6  | 4 | 5  | 18 | 18 | 0   |
| 9º  | Racing               | 19  | 15 | 6  | 1 | 8  | 18 | 29 | -11 |
| 10º | Tacuarembó           | 18  | 15 | 5  | 3 | 7  | 22 | 28 | -6  |
| 11º | Defensor Sporting    | 17  | 15 | 5  | 2 | 8  | 21 | 28 | -7  |
| 12º | Danubio              | 16  | 15 | 5  | 1 | 9  | 21 | 25 | -4  |
| 13º | Montevideo Wanderers | 15  | 15 | 4  | 3 | 8  | 25 | 26 | -1  |
| 14º | Cerrito              | 14  | 15 | 4  | 2 | 9  | 17 | 27 | -10 |
| 15º | Cerro Largo          | 12  | 15 | 3  | 3 | 9  | 13 | 34 | -21 |
| 16º | Atenas               | 10  | 15 | 3  | 1 | 11 | 16 | 30 | -14 |

|  | Vencedor do Torneio Clausura e classificado à semifinal. |

### Tabela anual
A tabela anual resulta na soma dos pontos obtidos nos Torneios Apertura e Clausura.
| Pos | Equipe               | Pts | J  | V  | E  | D  | GP | GC | SG  |
| --- | -------------------- | --- | -- | -- | -- | -- | -- | -- | --- |
| 1º  | Peñarol              | 69  | 30 | 21 | 6  | 3  | 68 | 34 | +34 |
| 2º  | Nacional             | 63^ | 30 | 21 | 3  | 6  | 63 | 26 | +37 |
| 3º  | Liverpool            | 51  | 30 | 14 | 9  | 7  | 53 | 35 | +18 |
| 4º  | River Plate          | 46  | 30 | 12 | 10 | 8  | 55 | 42 | +13 |
| 5º  | Defensor Sporting    | 46  | 30 | 13 | 7  | 10 | 49 | 44 | +5  |
| 6º  | Rampla Juniors       | 46  | 30 | 13 | 7  | 10 | 36 | 37 | -1  |
| 7º  | Montevideo Wanderers | 41  | 30 | 11 | 8  | 11 | 49 | 39 | +10 |
| 8º  | Cerro                | 40  | 30 | 11 | 7  | 12 | 46 | 49 | -3  |
| 9º  | Danubio              | 39  | 30 | 12 | 3  | 15 | 47 | 50 | -3  |
| 10º | Racing               | 39  | 30 | 11 | 6  | 13 | 43 | 51 | -8  |
| 11º | Fénix                | 35  | 30 | 9  | 8  | 13 | 31 | 37 | -6  |
| 12º | Central Español      | 34  | 30 | 8  | 10 | 12 | 37 | 48 | -11 |
| 13º | Tacuarembó           | 34  | 30 | 10 | 4  | 16 | 39 | 52 | -13 |
| 14º | Cerrito              | 32  | 30 | 8  | 8  | 14 | 37 | 48 | -11 |
| 15º | Cerro Largo          | 28  | 30 | 7  | 7  | 16 | 28 | 52 | -24 |
| 16º | Atenas               | 21  | 30 | 6  | 3  | 21 | 25 | 62 | -37 |

- b ^  O Nacional teve 3 pontos descontados por uma sanção no Torneio Apertura do Campeonato Uruguaio de 2008–09.

|  | Vencedor da tabela anual e classificado à final. |

#### Confrontos
Em verde as vitórias da equipe mandante, em vermelho da equipe visitante e em azul os empates.
| Mandante\Visitante | Ate | CEs | CSC | Cer | CeL | Dan | Def | Fén | Liv | Nac | Peñ | Rac | Ram | Riv | Tac | Wan |
| ------------------ | --- | --- | --- | --- | --- | --- | --- | --- | --- | --- | --- | --- | --- | --- | --- | --- |
| Atenas             |     | 0-1 | 0-0 | 0-1 | 2-0 | 0-2 | 3-1 | 1-1 | 1-2 | 0-6 | 0-5 | 0-5 | 1-2 | 0-2 | 2-0 | 0-2 |
| Central Español    | 1-0 |     | 2-2 | 1-2 | 1-2 | 2-0 | 0-4 | 1-0 | 0-0 | 0-2 | 0-2 | 1-1 | 0-3 | 2-2 | 4-1 | 1-1 |
| Cerrito            | 2-0 | 1-3 |     | 1-4 | 1-1 | 2-2 | 2-0 | 1-2 | 1-4 | 2-5 | 2-2 | 3-0 | 1-1 | 1-1 | 2-0 | 1-2 |
| Cerro              | 3-2 | 1-2 | 0-2 |     | 1-1 | 1-0 | 1-4 | 3-2 | 5-1 | 3-1 | 1-2 | 1-0 | 1-1 | 2-3 | 1-1 | 1-2 |
| Cerro Largo        | 0-2 | 1-0 | 0-1 | 0-1 |     | 2-3 | 1-3 | 1-0 | 1-0 | 0-1 | 1-2 | 1-3 | 1-1 | 2-2 | 1-2 | 0-0 |
| Danubio            | 0-1 | 2-0 | 1-0 | 4-2 | 2-0 |     | 3-0 | 1-2 | 2-2 | 0-2 | 1-2 | 2-3 | 1-2 | 2-2 | 4-5 | 2-3 |
| Defensor Sporting  | 5-1 | 3-4 | 1-0 | 1-0 | 0-0 | 0-1 |     | 2-0 | 2-2 | 0-3 | 2-3 | 1-1 | 2-1 | 1-1 | 2-3 | 2-0 |
| Fénix              | 1-4 | 2-2 | 0-0 | 2-0 | 1-1 | 4-1 | 3-0 |     | 1-1 | 0-1 | 1-2 | 0-2 | 1-0 | 0-3 | 0-2 | 2-1 |
| Liverpool          | 2-0 | 0-2 | 4-3 | 2-0 | 3-0 | 1-0 | 3-0 | 0-0 |     | 0-2 | 2-2 | 2-0 | 3-1 | 1-1 | 7-1 | 1-1 |
| Nacional           | 5-0 | 5-1 | 3-1 | 2-0 | 3-1 | 2-1 | 0-1 | 1-1 | 2-1 |     | 3-0 | 3-2 | 3-0 | 1-4 | 1-0 | 2-1 |
| Peñarol            | 3-2 | 3-2 | 3-1 | 1-1 | 5-0 | 2-3 | 1-1 | 1-0 | 3-1 | 0-0 |     | 3-0 | 3-0 | 2-2 | 1-0 | 4-2 |
| Racing             | 3-2 | 1-0 | 1-1 | 3-3 | 1-2 | 1-2 | 3-3 | 0-2 | 2-0 | 0-3 | 2-1 |     | 2-1 | 0-2 | 4-1 | 0-4 |
| Rampla Juniors     | 4-1 | 0-0 | 1-0 | 2-2 | 1-3 | 2-0 | 0-3 | 2-1 | 1-3 | 1-0 | 1-2 | 0-0 |     | 2-1 | 1-0 | 2-1 |
| River Plate        | 1-0 | 3-3 | 3-0 | 0-1 | 1-4 | 3-0 | 1-2 | 0-1 | 1-4 | 1-0 | 2-3 | 4-1 | 1-1 |     | 3-1 | 2-1 |
| Tacuarembó         | 2-0 | 3-1 | 1-0 | 3-3 | 3-0 | 1-2 | 0-1 | 1-1 | 0-1 | 1-1 | 1-3 | 2-0 | 0-1 | 2-1 |     | 1-2 |
| Wanderers          | 0-0 | 1-1 | 1-2 | 3-1 | 7-1 | 1-3 | 2-2 | 2-0 | 0-0 | 4-0 | 0-2 | 1-2 | 0-1 | 2-2 | 2-1 |     |

### Tabela de descenso
A tabela de descenso consiste na soma do pontos da tabela anual desta temporada e da temporada passada. As equipes que subiram da Segunda Divisão tem seus pontos multiplicados por 1,9665 nessa temporada, já que na edição anterior, as equipes disputaram apenas 29 de 30 partidas previstas, pois antes do início do Torneio Clausura, o Villa Española foi rebaixado para a Segunda Divisão Amadora, que equivale à Terceira Divisão do futebol uruguaio, por não ter pago as dívidas que tinha com a Asociación Uruguaya de Fútbol (AUF).
| Pos | Equipe               | 2008–09 | 2009–10 | Pts | J  | Total |
| --- | -------------------- | ------- | ------- | --- | -- | ----- |
| 1º  | Nacional             | 55      | 63      | 118 | 59 | 118   |
| 2º  | Peñarol              | 48      | 69      | 117 | 59 | 117   |
| 3º  | Defensor Sporting    | 64      | 46      | 110 | 59 | 110   |
| 4º  | Liverpool            | 52      | 51      | 103 | 59 | 103   |
| 5º  | River Plate          | 50      | 46      | 96  | 59 | 96    |
| 6º  | Cerro                | 52      | 40      | 92  | 59 | 92    |
| 7º  | Racing               | 50      | 39      | 89  | 59 | 89    |
| 8º  | Danubio              | 47      | 39      | 86  | 59 | 86    |
| 9º  | Montevideo Wanderers | 35      | 41      | 76  | 59 | 76    |
| 10º | Fénix                | —       | 35      | 35  | 30 | 68,83 |
| 11º | Central Español      | 32      | 34      | 66  | 59 | 66    |
| 12º | Rampla Juniors       | 19      | 46      | 65  | 59 | 65    |
| 13º | Tacuarembó           | 29      | 34      | 63  | 59 | 63    |
| 14º | Cerrito              | —       | 32      | 32  | 30 | 62,93 |
| 15º | Cerro Largo          | 28      | 28      | 56  | 59 | 56    |
| 16º | Atenas               | —       | 21      | 21  | 30 | 41,29 |

|  | Rebaixados à Segunda Divisão. |

Promovidos para a próxima temporada: El Tanque Sisley, Bella Vista e Miramar Misiones.

## Fase final
|  | Semifinal                               | Semifinal |  |  | Final                              | Final | Final |
|  |                                         |           |  |  |                                    |       |       |
|  |                                         |           |  |  |                                    |       |       |
|  | Nacional (Vencedor do Torneio Apertura) | 2         |  |  |                                    |       |       |
|  | Peñarol (Vencedor do Torneio Clausura)  | 0         |  |  |                                    |       |       |
|  |                                         |           |  |  |                                    |       |       |
|  |                                         |           |  |  | Nacional (Vencedor da semifinal)   | 0     | 1     |
|  |                                         |           |  |  | Peñarol (Vencedor da tabela anual) | 1     | 1     |
|  |                                         |           |  |  |                                    |       |       |

### Semifinal
O triunfo do Nacional o classificou à final, onde novamente enfrentaria o Peñarol, já que o time Carbonero terminou na primeira colocação da tabela anual.
| 12 de maio de 2010 | Peñarol | 0 – 2     | Nacional       | Estádio Centenário, Montevidéu           |
| 20:30 (UTC-3)      |         | Relatório | García 12' 59' | Público: 55 000 Árbitro: Jorge Larrionda |

| Peñarol | Nacional |

|               |    |                        |     |     |
|               |    |                        |     |     |
| G             | 1  | Sebastián Sosa         |     |     |
| LD            | 13 | Matías Aguirregaray    |     |     |
| Z             | 3  | Gerardo Alcoba         |     |     |
| Z             | 6  | Guillermo Rodríguez    |     |     |
| LE            | 22 | Darío Rodríguez        |     |     |
| V             | 16 | Sergio Órteman         | 17' |     |
| V             | 5  | Egidio Arévalo Ríos    | 33' |     |
| M             | 17 | Jonathan Urretaviscaya |     |     |
| M             | 25 | Gastón Ramírez         | 23' | 62' |
| A             | 8  | Antonio Pacheco        |     | 67' |
| A             | 20 | Alejandro Martinuccio  | 85' |     |
| Reservas:     |    |                        |     |     |
| G             | 12 | Gonzalo Noguera        |     |     |
| D             | 4  | Alejandro González     |     |     |
| D             | 24 | Emiliano Albín         |     |     |
| MC            | 10 | Rubén Olivera          |     | 67' |
| MC            | 18 | Marcelo Sosa           |     |     |
| A             | 11 | Bosco Frontán          |     |     |
| A             | 9  | Diego Alonso           |     | 62' |
| Treinador:    |    |                        |     |     |
| Diego Aguirre |    |                        |     |     |

|                 |    |                     |     |     |
|                 |    |                     |     |     |
| G               | 25 | Rodrigo Muñoz       |     |     |
| LD              | 15 | Álvaro González     |     |     |
| Z               | 2  | Alejandro Lembo     |     |     |
| Z               | 19 | Sebastián Coates    |     |     |
| LE              | 4  | Christian Núñez     |     |     |
| V               | 13 | Raúl Ferro          |     | 76' |
| V               | 21 | Óscar Morales       | 6'  |     |
| M               | 16 | Gustavo Varela      | 21' | 58' |
| M               | 10 | Ángel Morales       |     | 61' |
| A               | 20 | Santiago García     |     |     |
| A               | 14 | Mario Regueiro      | 16' |     |
| Reservas:       |    |                     |     |     |
| G               | 1  | Leonardo Burián     |     |     |
| D               | 18 | Gonzalo Godoy       |     |     |
| MC              | 8  | Matías Cabrera      |     | 76' |
| MC              | 22 | Mauricio Pereyra    |     | 61' |
| MC              | 17 | Maximiliano Calzada |     | 58' |
| A               | 11 | Sergio Blanco       |     |     |
| A               | 24 | Diego Vera          |     |     |
| Treinador:      |    |                     |     |     |
| Eduardo Acevedo |    |                     |     |     |

| Homem do jogo: Santiago García Árbitros assistentes: Pablo Fandiño Mauricio Espinosa Quarto árbitro: Darío Ubríaco |

### Final
O Peñarol sagrou-se campeão ao vencer o Nacional por 2 a 1 no placar agregado.

#### Jogo de ida
| 15 de maio de 2010 | Nacional | 0 – 1     | Peñarol     | Estádio Centenário, Montevidéu           |
| 16:00 (UTC-3)      |          | Relatório | Pacheco 22' | Público: 35 000 Árbitro: Héctor Martínez |

| Nacional | Peñarol |

|                 |    |                     |     |     |
|                 |    |                     |     |     |
| G               | 25 | Rodrigo Muñoz       |     |     |
| LD              | 15 | Álvaro González     |     | 73' |
| Z               | 2  | Alejandro Lembo     | 45' |     |
| Z               | 19 | Sebastián Coates    | 17' |     |
| LE              | 4  | Christian Núñez     |     |     |
| V               | 13 | Raúl Ferro          |     | 46' |
| V               | 21 | Óscar Morales       |     |     |
| M               | 16 | Gustavo Varela      | 61' |     |
| M               | 10 | Ángel Morales       |     | 75' |
| A               | 20 | Santiago García     | 62' |     |
| A               | 14 | Mario Regueiro      | 90' |     |
| Reservas:       |    |                     |     |     |
| G               | 1  | Leonardo Burián     |     |     |
| D               | 18 | Gonzalo Godoy       |     |     |
| MC              | 8  | Matías Cabrera      | 77' | 73' |
| MC              | 17 | Maximiliano Calzada | 63' | 46' |
| MC              | 22 | Mauricio Pereyra    |     |     |
| A               | 11 | Sergio Blanco       |     |     |
| A               | 24 | Diego Vera          |     | 75' |
| Treinador:      |    |                     |     |     |
| Eduardo Acevedo |    |                     |     |     |

|               |    |                        |       |     |
|               |    |                        |       |     |
| G             | 1  | Sebastián Sosa         |       |     |
| LD            | 13 | Matías Aguirregaray    |       |     |
| Z             | 4  | Alejandro González     | 43'   |     |
| Z             | 6  | Guillermo Rodríguez    |       |     |
| LE            | 22 | Darío Rodríguez        | 62'   |     |
| V             | 16 | Sergio Órteman         |       |     |
| V             | 5  | Egidio Arévalo Ríos    |       |     |
| M             | 17 | Jonathan Urretaviscaya | 72'   |     |
| M             | 25 | Gastón Ramírez         |       | 75' |
| A             | 8  | Antonio Pacheco        |       | 67' |
| A             | 20 | Alejandro Martinuccio  |       | 83' |
| Reservas:     |    |                        |       |     |
| G             | 12 | Gonzalo Noguera        |       |     |
| D             | 24 | Emiliano Albín         |       |     |
| MC            | 10 | Rubén Olivera          | 90+4' | 83' |
| MC            | 18 | Marcelo Sosa           |       |     |
| MC            | 15 | Marcel Román           |       |     |
| A             | 9  | Diego Alonso           |       | 75' |
| A             | 11 | Bosco Frontán          |       | 67' |
| Treinador:    |    |                        |       |     |
| Diego Aguirre |    |                        |       |     |

| Homem do jogo: Sebastián Sosa Árbitros assistentes: Marcelo Costa William Casavieja Quarto árbitro: Heber Rodríguez |

#### Jogo de volta
| 18 de maio de 2010 | Peñarol          | 1 – 1     | Nacional  | Estádio Centenário, Montevidéu         |
| 16:00 (UTC-3)      | Aguirregaray 68' | Relatório | Lembo 35' | Público: 45 000 Árbitro: Darío Ubriaco |

| Peñarol | Nacional |

|               |    |                       |          |       |
|               |    |                       |          |       |
| G             | 1  | Sebastián Sosa        | 90+1'    |       |
| LD            | 24 | Emiliano Albín        | 37'      |       |
| Z             | 4  | Alejandro González    |          |       |
| Z             | 6  | Guillermo Rodríguez   | 33'      |       |
| LE            | 22 | Darío Rodríguez       |          |       |
| V             | 16 | Sergio Órteman        |          |       |
| V             | 5  | Egidio Arévalo Ríos   |          |       |
| M             | 13 | Matías Aguirregaray   | 44'      | 90+4' |
| M             | 25 | Gastón Ramírez        | 22', 80' |       |
| A             | 8  | Antonio Pacheco       |          | 74'   |
| A             | 20 | Alejandro Martinuccio |          | 88'   |
| Reservas:     |    |                       |          |       |
| G             | 12 | Gonzalo Noguera       |          |       |
| D             | 2  | Willinton Techera     |          |       |
| MC            | 7  | Sergio Pérez          |          |       |
| MC            | 15 | Marcel Román          |          | 90+4' |
| MC            | 18 | Marcelo Sosa          |          | 74'   |
| A             | 9  | Diego Alonso          |          | 88'   |
| A             | 11 | Bosco Frontán         |          |       |
| Treinador:    |    |                       |          |       |
| Diego Aguirre |    |                       |          |       |

|                 |    |                  |       |     |
|                 |    |                  |       |     |
| G               | 25 | Rodrigo Muñoz    |       |     |
| LD              | 16 | Gustavo Varela   | 12'   |     |
| Z               | 2  | Alejandro Lembo  | 70'   |     |
| Z               | 19 | Sebastián Coates |       |     |
| LE              | 4  | Christian Núñez  |       |     |
| V               | 13 | Raúl Ferro       |       | 80' |
| V               | 21 | Óscar Morales    |       |     |
| AD              | 15 | Álvaro González  |       | 72' |
| AE              | 14 | Mario Regueiro   | 90+3' |     |
| M               | 10 | Ángel Morales    |       | 76' |
| A               | 20 | Santiago García  |       |     |
| Reservas:       |    |                  |       |     |
| G               | 1  | Leonardo Burián  |       |     |
| D               | 18 | Gonzalo Godoy    |       |     |
| MC              | 5  | Gianni Guigou    |       |     |
| MC              | 22 | Mauricio Pereyra | 72'   | 72' |
| A               | 9  | Sebastián Balsas |       | 80' |
| A               | 11 | Sergio Blanco    | 88'   | 76' |
| A               | 24 | Diego Vera       |       |     |
| Treinador:      |    |                  |       |     |
| Eduardo Acevedo |    |                  |       |     |

| Homem do jogo: Matías Aguirregaray Árbitros assistentes: Maiguel Nievas Carlos Changala Quarto árbitro: Fernando Falce |

##### Galeria de imagens

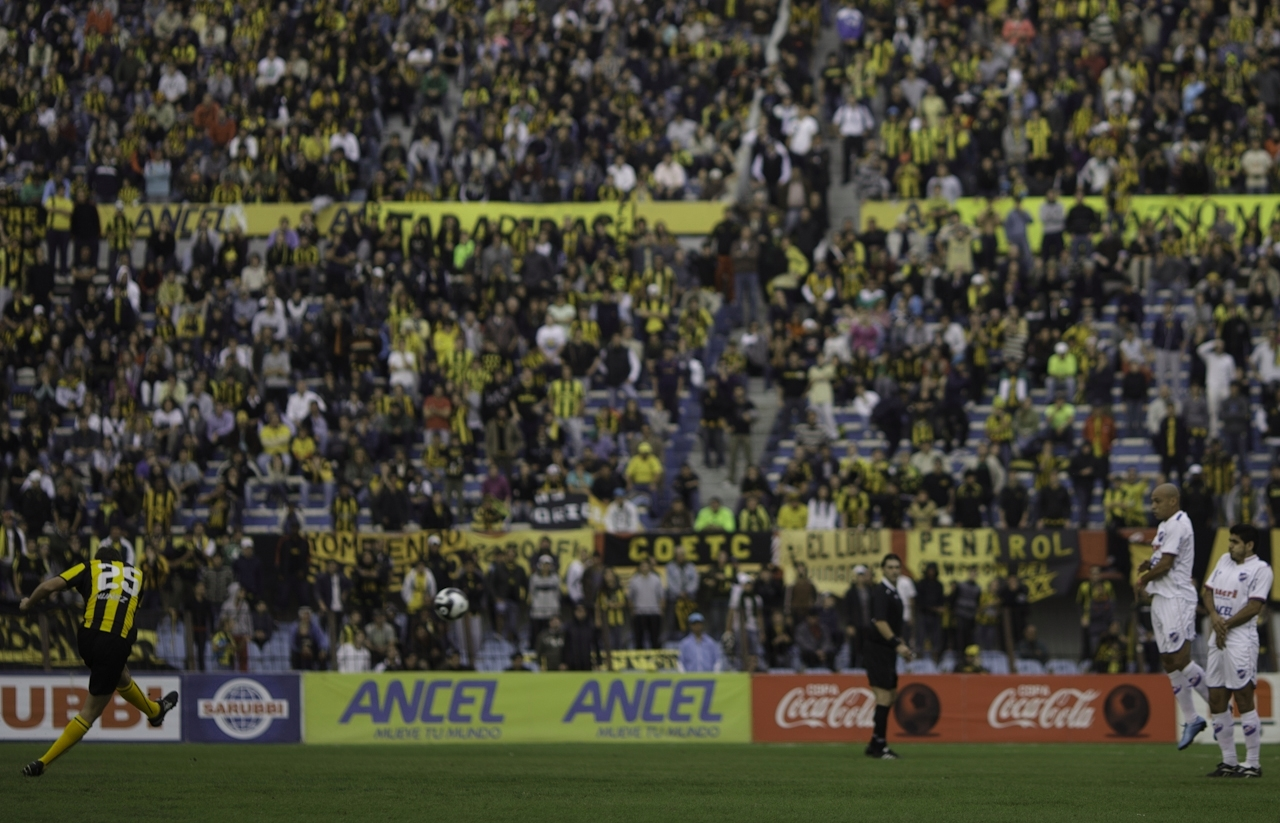
Gastón Ramírez cobrando uma falta.
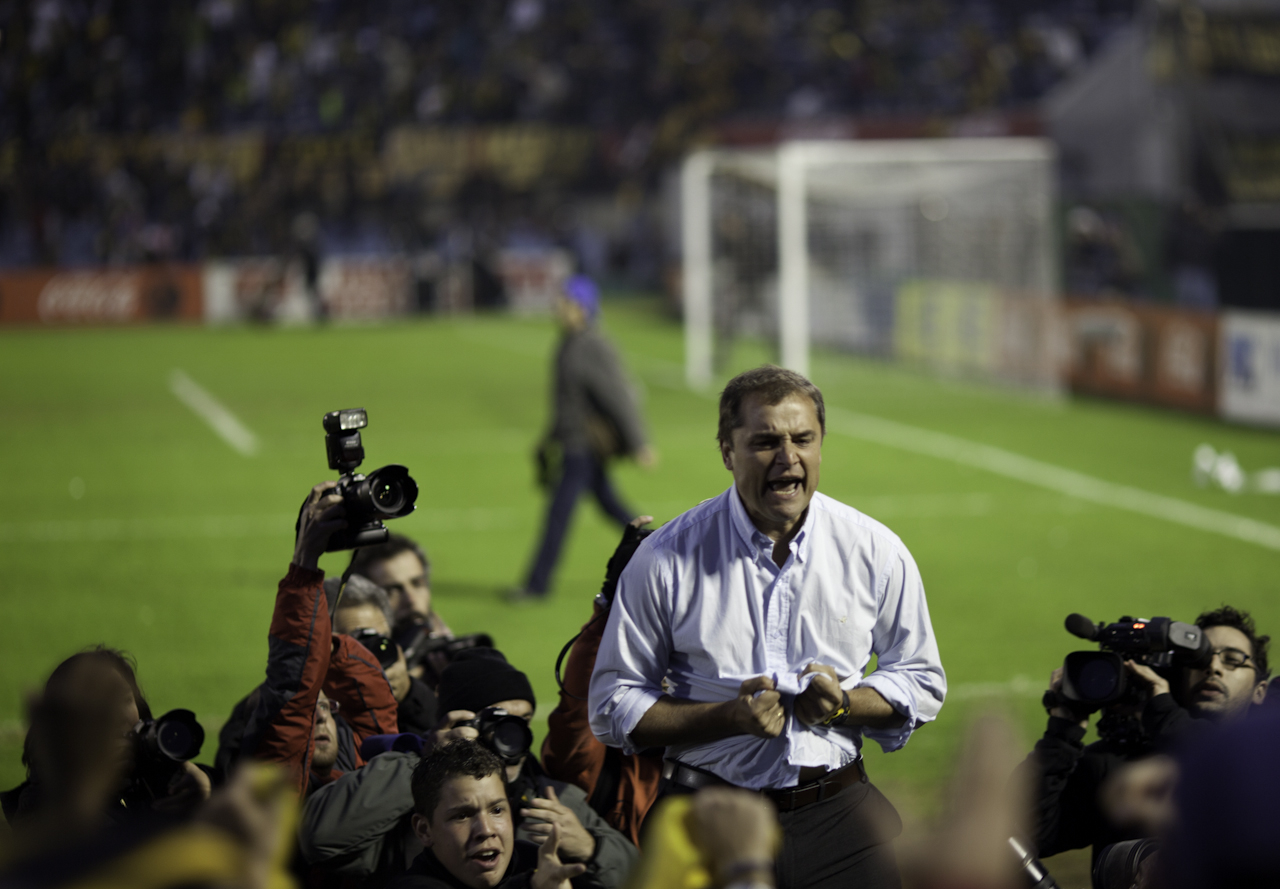
Diego Aguirre comemorando o triunfo do Peñarol.
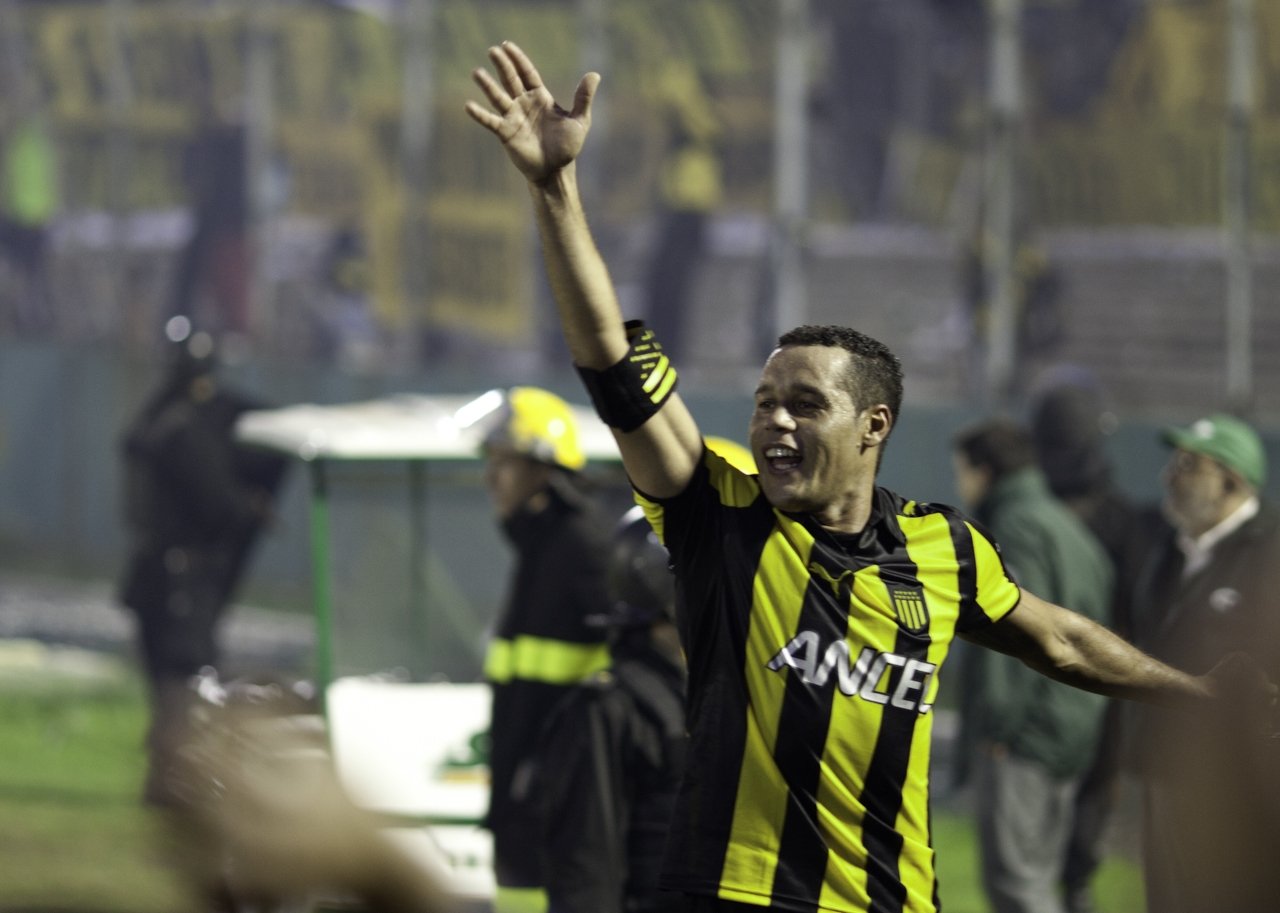
Darío Rodríguez festejando o título uruguaio, que não vinha desde 2003.
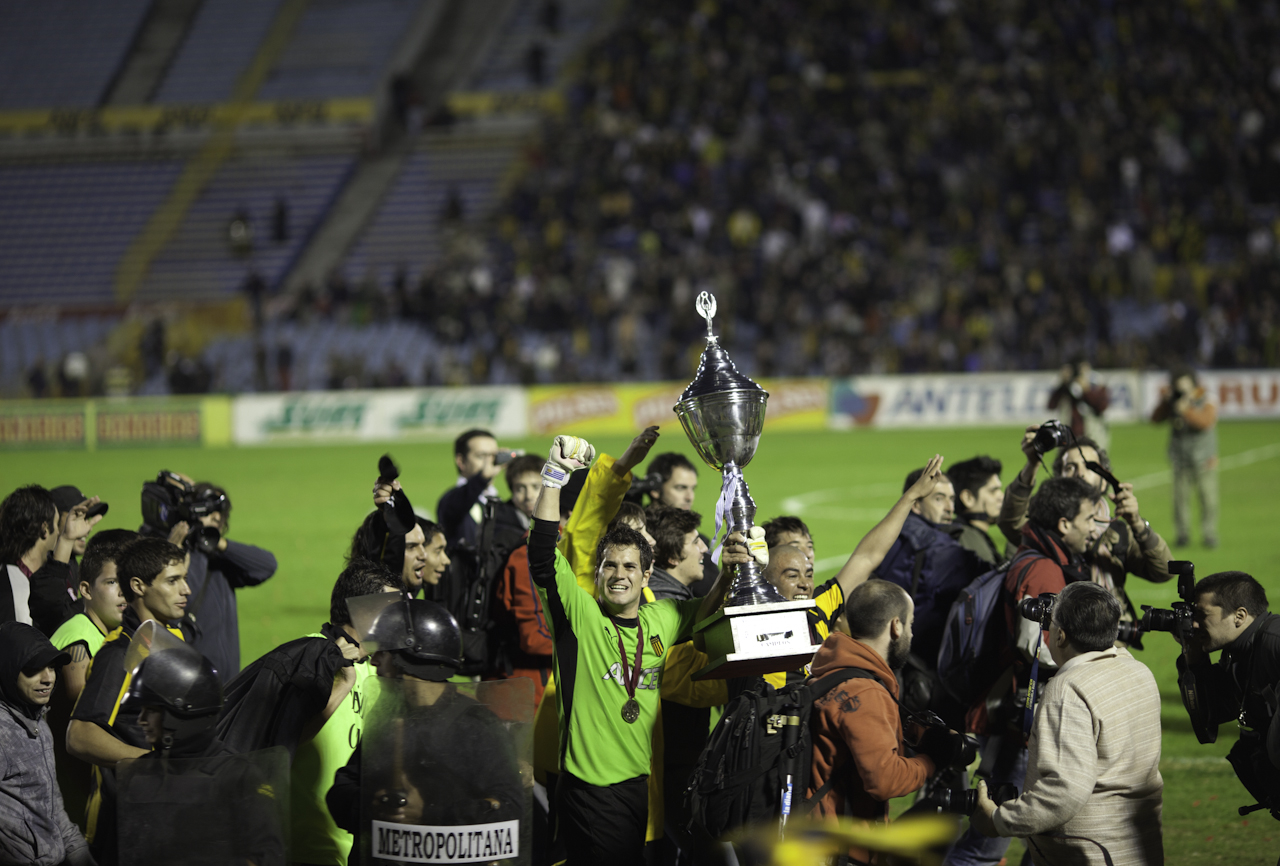
Sebastián Sosa e Egidio Arévalo Ríos com a taça do Campeonato Uruguaio.

## Artilheiros

### Torneio Apertura[3]
| Jogador            | Equipe          | Gols |
| ------------------ | --------------- | ---- |
| Maureen Franco     | Cerrito         | 13   |
| Emiliano Alfaro    | Liverpool       | 12   |
| Diego Ifrán        | Danubio         | 10   |
| Fabricio Núñez     | Cerro Largo     | 8    |
| Antonio Pacheco    | Peñarol         | 8    |
| Martín Cauteruccio | Racing          | 7    |
| Ismael Espiga      | Central Español | 7    |
| Nicolás Lodeiro    | Nacional        | 7    |
| Jonathan Ramis     | Peñarol         | 7    |

### Torneio Clausura[4]
| Jogador               | Equipe            | Gols |
| --------------------- | ----------------- | ---- |
| Antonio Pacheco       | Peñarol           | 14   |
| Sergio Blanco         | Nacional          | 9    |
| Rodrigo Mora          | Cerro             | 9    |
| Luis Machado          | Tacuarembó        | 8    |
| Fabricio Núñez        | Cerro Largo       | 8    |
| Ignacio Risso         | Defensor Sporting | 8    |
| Nicolás Guevara       | Rampla Juniors    | 7    |
| Diego Rodríguez       | Central Español   | 7    |
| Diego Alonso          | Peñarol           | 6    |
| Diego Ifrán           | Danubio           | 6    |
| Alejandro Martinuccio | Peñarol           | 6    |

### Total
| Jogador            | Equipe            | Gols |
| ------------------ | ----------------- | ---- |
| Antonio Pacheco    | Peñarol           | 23   |
| Diego Ifrán        | Danubio           | 16   |
| Fabricio Núñez     | Cerro Largo       | 16   |
| Nicolás Guevara    | Rampla Juniors    | 13   |
| Maureen Franco     | Cerrito           | 13   |
| Sergio Blanco      | Nacional          | 13   |
| Emiliano Alfaro    | Liverpool         | 12   |
| Martín Cauteruccio | Racing            | 12   |
| Ignacio Risso      | Defensor Sporting | 11   |
| Diego de Souza     | Defensor Sporting | 10   |

## Clubes classificados às competições da CONMEBOL

### Copa Libertadores da América de 2011
| Clube     | Classificado como (fase em que entra)                        |
| --------- | ------------------------------------------------------------ |
| Peñarol   | Campeão uruguaio (fase de grupos da Libertadores).           |
| Nacional  | Vice-campeão uruguaio (fase de grupos da Libertadores).      |
| Liverpool | 3º colocado da tabela anual (primeira fase da Libertadores). |

### Copa Sul-Americana de 2010
| Clube             | Classificado como (fase em que entra)                         |
| ----------------- | ------------------------------------------------------------- |
| Peñarol           | Campeão uruguaio (segunda fase da Sul-Americana).             |
| River Plate       | 4º colocado da tabela anual (primeira fase da Sul-Americana). |
| Defensor Sporting | 5º colocado da tabela anual (primeira fase da Sul-Americana). |

## Premiação
| Campeonato Uruguaio de 2009–10 |
| ------------------------------ |
| Peñarol Campeão (48º título)   |